# Ludovico Gazzoli
Ludovico Gazzoli (né le 18 mars 1774 à Terni en Ombrie, Italie, et mort le 12 février 1858 à Rome) est un cardinal italien du XIXe siècle. Il est le neveu du cardinal Luigi Gazzoli (1803).

## Biographie
Ludovico Gazzoli étudie à Frascati et à l'université de Pérouse. Il est référendaire au tribunal suprême de la Signature apostolique, gouverneur de Fabriano, de Spolète et de Rieti, délégué apostolique à Ancône et à Urbino-Pesaro, pro-légat apostolique à Forlì et président de la Comarche.
Le pape Grégoire XVI le crée cardinal in pectore lors du consistoire du 30 septembre 1831. Sa création est publiée le 2 juillet 1832. 
Le cardinal Gazzoli est camerlingue du Sacré Collège en 1833 et 1834, nommé préfet de la Congrégation des voies, des aqueducs, du Tibre et des eaux en 1833 et préfet de la Congrégation de la bonne gouvernance en 1843. Il est aussi cardinal protodiacre. 
Le cardinal Gazzoli participe au conclave de 1846, lors duquel Pie IX est élu pape.

### Sources
- Fiche du cardinal Ludovico Gazzoli sur le site de la Florida International University